# Trichilia glabra
Trichilia glabra är en tvåhjärtbladig växtart som beskrevs av Carl von Linné. Trichilia glabra ingår i släktet Trichilia och familjen Meliaceae. Inga underarter finns listade i Catalogue of Life.